# Otton II de Bourgogne
Otton VII d'Andechs dit aussi Otton Ier de Méranie et Otton II de Bourgogne, né vers 1180 et mort le 7 mai 1234 à Besançon, est un membre de la maison d'Andechs, duc de Méranie, puis margrave d'Istrie et de Carniole de 1228 jusqu'à sa mort. Il était également comte de Bourgogne par son mariage avec la comtesse Béatrice II de Bourgogne.

## Biographie
Otton naît vers l'an 1180. Il est le fils aîné du duc d'Andechs et de Méranie Berthold IV von Diessen et d'Agnès de Basse-Lusace. Il est l'oncle maternel d'Élisabeth de Hongrie, canonisée par l'église catholique.
En 1205, vers l'âge de 24 ans, il succède à son père comme duc de Méranie et d'Andechs, tandis que les marches d'Istrie et de Carniole reviennent à son frère cadet, Henri II.
Le 21 juin 1208 à Bamberg, Othon épouse la comtesse Béatrice II de Bourgogne, de la maison de Hohenstaufen, fille de feu le comte Otton Ier. Lors du mariage, le roi et empereur élu Philippe de Souabe, oncle de la fiancée, est assassiné par son allié Otton VIII de Wittelsbach, ce qui pousse Otton d'Andechs à rechercher l'appui de son rival guelfe, Otton IV. Toutefois, la position de la maison d'Andechs sort considérablement affaiblie de cet épisode : le frère cadet d'Otton, Henri II, est accusé d'avoir participé à l'assassinat et tous ses biens lui sont confisqués par le duc Louis Ier de Bavière. Le château d'Andechs est entièrement rasé et les Andechs ne seront réhabilités que bien plus tard.
Otton d'Andechs gouverne le comté de Bourgogne et doit faire face à l'opposition des comtes d'Auxonne. Au cours de ce conflit prolongé, il est même contraint de donner en gage ses terres bourguignonnes au comte Thibaut IV de Champagne. En 1213, Otton se joint à Léopold VI de Babenberg, duc d'Autriche et à son beau-frère, André II de Hongrie dans la Cinquième croisade. En 1222, un différend l'oppose à Gérard Ier de Rougemont, l'archevêque de Besançon, au sujet de la construction d'un château sur un site qu'Otton Ier s'était engagé à ne pas toucher. Face au refus d'Otton II de le détruire ou de s'en expliquer, l'archevêque l'excommunie et jette l'anathème sur ses terres. Il se tourne immédiatement vers son frère Egbert, prince-évêque de Bamberg, pour recevoir son aide et c'est à Bamberg que le 20 octobre 1223, il signe cinq chartes dans lesquelles il fait des donations somptueuses pour le salut de son âme. 
En 1228, il hérite des marches d'Istrie et de Carniole, que son frère Henri II venait tout juste de regagner.
En 1231, son épouse la comtesse Béatrice II de Bourgogne meurt à l'âge de 38 ans. Il était déjà comte-consort de Bourgogne par mariage sous le nom d'Otton II de Bourgogne et il conserve son titre jusqu'à sa mort.   
Le 7 mai 1234, il décède vers l'âge de 54 ans à Besançon. Son fils le duc Otton II d'Andechs et de Méranie, lui succède sous le nom d'Otton III de Bourgogne. Ce dernier meurt en 1248 sans héritier. Sa sœur Alix lui succède comme comtesse de Bourgogne. La lignée directe des comtes et ducs d'Andechs s'éteint et le duché d'Andechs est entièrement annexé par la principauté épiscopale de Bamberg.

## Mariages et descendance
Il avait épousé en 1208 Béatrice II de Bourgogne, qui lui avait apporté le titre de comte de Bourgogne par mariage. Ils auront pour enfants :
- le futur duc Otton II d'Andechs et de Méranie et comte Otton III de Bourgogne (1208-1248) ;
- Agnès (morte en 1263), épouse en premières noces Frédéric II d'Autriche, dont elle divorce pour épouser Ulrich III, duc de Carinthie ;
- Béatrice (morte après 1265), épouse Herman II, comte de Weimar-Orlamünde ;
- Marguerite (morte en 1271), épouse en premières noces Přemysl de Bohême, fils cadet du roi Ottokar Ier de Bohême et margrave de Moravie, puis en secondes noces Frédéric, comte de Truhendingen ;
- Alix-Adélaïde (morte en 1279), future comtesse Adélaïde Ire de Bourgogne ;
- Élisabeth (morte en 1272), épouse Frédéric III, burgrave de Nüremberg.

Veuf en 1231, il épouse en secondes noces Sophie d'Anhalt, fille du prince Henri Ier mais n'en aura pas d'enfants.